# La danzatrice di Singapore
La danzatrice di Singapore (The Road to Singapore) è un film del 1940 diretto da Victor Schertzinger.
Primo film della serie Road to Movies (Strada verso..) con il trio Hope, Crosby e la Lamour che ebbe un gran successo, sia negli Stati Uniti sia all'estero.
Alcuni episodi della serie tv di cartoni animati I Griffin hanno come titolo "Road to..." citando appunto questi film.

## Trama
Due ufficiali di marina in fuga dalle loro fidanzate che mirano al matrimonio si imbarcano per Singapore. Qui hanno una serie di comiche avventure, perché cercano di proteggere una bella danzatrice dai maltrattamenti del suo compagno di lavoro. Si innamorano tutti e due della ragazza.

## Produzione
La Paramount Pictures iniziò nel settembre 1939 la produzione del film che venne girato a Los Angeles, al County Arboretum & Botanic Garden e negli Studios della Paramount, al 5555 di Melrose Avenue, a Hollywood. La coreografia del film fu affidata a LeRoy Prinz.

## Distribuzione
Distribuito dalla Paramount Pictures, il film fu presentato in prima a New York il 14 marzo, uscendo poi nelle sale USA il 22 marzo 1940. In Italia il film uscì nelle sale nel 1948.